# Santa Bárbara de Casa
Santa Bárbara de Casa es un municipio español de la provincia de Huelva, en la comunidad autónoma de Andalucía. Ubicado en la comarca del Andévalo, tiene una población de 1128 habitantes (INE 2024).

## Geografía
Santa Bárbara de Casa limita: al norte con Rosal de la Frontera, al sur con Puebla de Guzmán, al este con Cabezas Rubias, al oeste con Paymogo y Portugal.
Pertenece a la comarca del Andévalo y está adscrito al partido judicial número 4 de la provincia de Huelva, con sede en el municipio de Valverde del Camino.

## Historia
Los orígenes de esta población son muy antiguos, ya que en sus cercanías ha sido encontrado el dolmen de La Zarcita. Se ha llegado a la conclusión de que en el Megalítico existió un poblado fortificado y fuera de este, en las inmediaciones, existía una pequeña agrupación de chozas. En el interior de la fortaleza las casas presentaban un aspecto bastante diferenciado y se evidenciaba la estructura de una ciudadela organizada en torno a la construcción de hogares alrededor de una plaza central. En el año 1504 se le concede a Santa Bárbara de Casa la categoría de pueblo. Con anterioridad, estaba constituido por dos núcleos de población (llamados El Hornacho y Los Palacios) que al final llegaron a unificarse.
Hasta la reforma de la nomenclatura municipal de 1916 el municipio se llamaba simplemente Santa Bárbara. En dicha fecha su nombre fue modificado por el de Santa Bárbara de Casa.
El Museo Provincial de Huelva posee una importante colección arqueológica, con objetos de la época megalítica hallados en La Zarcita. Actualmente el pueblo se encuentra en plena decadencia económica, ya que la juventud está emigrando a la capital de la provincia.

## Demografía
Santa Bárbara de Casa cuenta con una población de 1128 habitantes (INE 2024).
| Gráfica de evolución demográfica de Santa Bárbara de Casa entre 1842 y 2021                                         |
| |
| Población de derecho según los censos de población del INE Población de hecho según los censos de población del INE |

| 878                                                  | 885 | 895 | 1,143 | 1,324 | 1,131 | 1,124 | 1,635 | 2,347 | 2,466 | 2,591 | 2,574 | 1,650 | 1,419 | 1,441 | 1,312 | 1,177 | 1,113 | 1,075 |
| (Fuente: Instituto Nacional de Estadística (España)) |     |     |       |       |       |       |       |       |       |       |       |       |       |       |       |       |       |       |

## Monumentos o sitios de interés
- Dolmen de La Zarcita: El Patrimonio Histórico de Santa Bárbara de Casa cuenta con el yacimiento arqueológico de La Zarcita, cuya antigüedad se remonta al Calcolítico y donde se descubrieron un dolmen, un poblado y una necrópolis. La necrópolis fue descubierta y estudiada a partir de los años 40, mientras que el poblado se localizó y excavó en los 80. En el año 1986 estando el poblado excavado y al descubierto, se hizo un levantamiento topográfico de toda la excavación. Este trabajo topográfico fue encargado por el arqueólogo Fernando Piñón Varela directamente al topógrafo. Y se desarrolló por topografía clásica, reflejándose con gran precisión todos los detalles que se encontraban al descubierto. Posteriormente se realizó otro trabajo topográfico más extenso, en el que se recogía toda la extensión de la zona de La Zarcita y La Raña. Este último se realizó mediante puntos de apoyos. La restitución fotogramétrica del trabajo se realizó en Sevilla. Estos trabajos topográficos fueron realizados por el topógrafo José C. Martín. Los restos arqueológicos encontrados los podemos visitar en el Museo Provincial de Huelva.
- Molinos harineros de agua y de viento: Los molinos de viento se sitúan en los cerros próximos al municipio para aprovechar los vientos que vienen del Atlántico. Los molinos hidráulicos o de agua se sitúan en el discurrir del arroyo de Casa.
- Ermita de Santa Bárbara: Según los estudios del historiador Félix Sancha Soria la ermita de Santa Bárbara fue construida por los primeros habitantes establecidos en aldeas cercanas como El Hornillo y Los Palacios a principios del siglo XVI. Estos primeros pobladores necesitaron establecer un refugio espiritual cercano que había en un cerro y sobre este edificaron la actual ermita, a los pies de la cual se extiende el municipio.
- Iglesia de Nuestra Señora de la Piedad: Data del último tercio del siglo XVIII. Situada en el centro neurálgico del pueblo. Construida entre los años 1769 y 1776. Obra de Ambrosio de Figueroa que proyectó un edificio de una sola nave, con bóveda de cañón, capillas hornacinas laterales, situando en los pies la capilla bautismal y la torre campanario. En el crucero trazó una bóveda semiesférica sobre pechinas y exteriormente tres portadas fueron proyectadas.
- Ermita de San Sebastián: Situada a las afueras de la población se encuentra esta ermita de reciente construcción para celebrar aquí la Romería en honor al patrón de Santa Bárbara de Casa, San Sebastián.

## Fiestas locales
- Cabalgata de Reyes: 5 de enero.
- San Sebastián: 20 de enero (patrón de Santa Bárbara de Casa).
- Romería de San Sebastián: penúltimo fin de semana del mes de abril.
- Pino o Pirulito de San Juan: 23 de junio.
- Feria de Santa Bárbara: se suele celebrar a primeros de agosto. Antiguamente, se celebraba en septiembre pero se cambió la fecha de dicha fiesta para evitar las aguas.
- Romería chica: fin de semana siguiente a la Feria.
- Santa Bárbara: 4 de diciembre (patrona de Santa Bárbara de Casa).

## Tradiciones
- La matanza del cerdo: Se trataba de una costumbre y de una necesidad, ya que era el sustento alimenticio familiar junto con la huerta de la casa.
- El fandango de Santa Bárbara o Fandango Santabarbero: Santa Bárbara de Casa es una de las cunas del fandango de Huelva y conserva uno de los estilos más antiguos de la provincia. El fandango constituía un elemento fundamental de la vida. El fandango de Santa Bárbara se caracteriza por su lentitud melismática, que permite una interpretación más libre del compás.
- El cante y baile de la Jotilla: Junto al fandango en Santa Bárbara de Casa se conservan distintas músicas, destacando "la jotilla", junto a seguidillas, la folia, las tonas de trilla, los cantes de Nochebuena y el baile de la sonaja. La jotilla tiene sus propias letras y se baila por parejas mixtas, que muestran al principio su enfado bailando con la pareja contraria, pero finalmente hacen las paces y terminan unidos. Los trajes que portan las mujeres están formados por camisa blanca con mangas largas con cuello de encaje, lazo rojo, chaleco granate con pasamanería dorada, falda anaranjada estampada, delantal negro con puntillas de encaje y lazo del mismo color. Los hombres visten camisa blanca y cuello con tira negra, chaquetilla negra, pantalón negro y fajín rojo.

## Gastronomía
Este pueblo del Andévalo onubense cuenta con una gran variedad de exquisitos productos gastronómicos:
- El gurumelo es una seta cuya forma recuerda al champiñón, si bien posee un sabor intenso y único, recolectable a partir de enero hasta principios de la primavera por los encinares de la zona. Son muchas las formas de preparación que realzan su exquisito sabor: a la plancha, en guisos y arroces, combinándolos con huevo en tortillas y revueltos, e incluso elaborando las deliciosas croquetas de gurumelos.
- No podemos olvidar las tradicionales matanzas del cerdo ibérico, que se realizan en invierno, por eso durante esa época podemos disfrutar del cerdo en todas sus variedades, carnes frescas (solomillo, presa, lomos), jamones y paletas ibéricas o embutidos (chorizo, salchichón, morcilla).
- La quesiña es un pequeño queso elaborado a base de leche cruda de cabra, suele comerse fresca aunque también es frecuente encontrarlas curadas en aceite.
- El pestiño borracho tradicional dulce de masa frita, elaborado con vino y especias como la matalahúva y después enmelados con la riquísima miel de jara, también típica de la zona.

## Gobierno municipal
El Ayuntamiento administra el municipio a través de su corporación municipal compuesta, en función de la población, por nueve concejales según lo dispuesto en la Ley del Régimen Electoral General, quienes eligen un alcalde como presidente de la corporación en cada período de gobierno.
Diferentes partidos, Partido Popular (PP) y Partido Socialista (PSOE), y coaliciones han ido ejerciendo el gobierno de la localidad desde las primeras elecciones municipales democráticas en 1979 (ver tabla).
| Periodo   | Nombre                   | Partido                           |
| --------- | ------------------------ | --------------------------------- |
| 1979-1983 | Pedro Cordero Gómez      | Partido Socialista Obrero Español |
| 1983-1987 | Sebastián Pérez Macías   | Partido Socialista Obrero Español |
| 1987-1991 | Sebastián Pérez Macías   | Partido Socialista Obrero Español |
| 1991-1995 | Sebastián Pérez Macías   | Partido Socialista Obrero Español |
| 1995-1999 | Pedro Morón Macías       | Partido Popular                   |
| 1999-2003 | Leopoldo Bellerín Flores | Partido Socialista Obrero Español |
| 2003-2007 | Gonzala Gómez Santos     | Partido Socialista Obrero Español |
| 2007-2011 | Gonzala Gómez Santos     | Partido Socialista Obrero Español |
| 2011-2015 | Gonzala Gómez Santos     | Partido Socialista Obrero Español |
| 2015-2019 | Gonzala Gómez Santos     | Partido Socialista Obrero Español |
| 2019-2023 | Leonardo Romero Pérez    | Partido Socialista Obrero Español |
| 2023-act. | Leonardo Romero Pérez    | Partido Socialista Obrero Español |